# Johannes Christierni Norström
Johannes Christierni Norström, född 1674 i Linköping, Östergötlands län, död 2 oktober 1730 i Eksjö, Jönköpings län, var en svensk präst i Eksjö stadsförsamling. Han var även kontraktsprost i Södra Vedbo kontrakt.

## Biografi
Johannes Christierni Norström föddes 1674 i Linköping. Han var son till kyrkoherden Christiernus Johannis Norström och Anna Johansdotter Barkman. Norström blev 1688 student vid Uppsala universitet, Uppsala och tgo magistern där 1700. Han blev 1703 konsistorienotarie i Linköping och 1704 rektor vid Linköpings skola. Norström prästvigdes 1709 och blev kyrkoherde i Eksjö stadsförsamling, Eksjö pastorat 1710 genom kungliga rådets fullmakt som bekräftades av kungen 1711. Han blev 1710 prost och kontraktsprost i Södra Vedbo kontrakt. År 1718 var han preses vi prästmötet. Norström avled 2 oktober 1730 i Eksjö.

### Familj
Norström gifte sig 1706 med Christina Barbro Ekeberg. Hon var dotter till en kronobefallningsman. De fick tillsammans barnen Catharina (född 1708), Zacharias (född 1712) och Eva Beata (född 1717).